# スピネッタに向かう自画像
『スピネッタに向かう自画像』（スピネッタにむかうじがぞう、伊: Autoritratto alla spinetta、英: Self-Portrait at a Spinet）は、16世紀イタリアの女性画家ソフォニスバ・アングイッソラが1559年ごろ、キャンバス上に油彩で制作した絵画である。作品は本来ローマのフルヴィオ・オルシーニのコレクションにあったが、1600年にオドアルド・ファルネーゼ枢機卿がオルシーニから本作を含む彼のコレクションを受け継いだ。作品は1662年にパルマに移された後、最終的にナポリにもたらされ、1957年以来、カポディモンテ美術館に所蔵されている。

## 作品
この絵画は本来、ソフォニスバに帰属されていた作品であるが、18世紀後半にはパルミジャニーノに、19世紀前半にはアンニーバレ・カラッチらのカラッチ派に帰属されていた。しかし、19世紀末にジョヴァンニ・モレッリらによりソフォニスバに帰属し直された。
この絵画には年記がないが、1559年ごろの作と見なせる。ウィーンの美術史美術館に所蔵されているもう1点の『自画像』 (1554年) と制作年はそれほど隔たっていない。ウィーンの作品にはソフォニスバの師ジュリオとベルナルド・カンピ兄弟からの影響がうかがわれ、やや未熟で不安定な様式を示している。一方、本作はコレッジョ風のスフマートが見られるのに加え、とりわけジョヴァンニ・バッティスタ・モローニの肖像画様式の影響を受けており、彼の用いる色調が選択されている。29歳ごろと思われるソフォニスバの半身像は背景から浮かび上がり、画面左側に描かれている楽器のスピネッタに向かう彼女は鑑賞者の目を貫くような視線を投げかけている。なお、画家は看護師を加えた本作の別ヴァージョンを1661年ごろにも描いた。

## ギャラリー

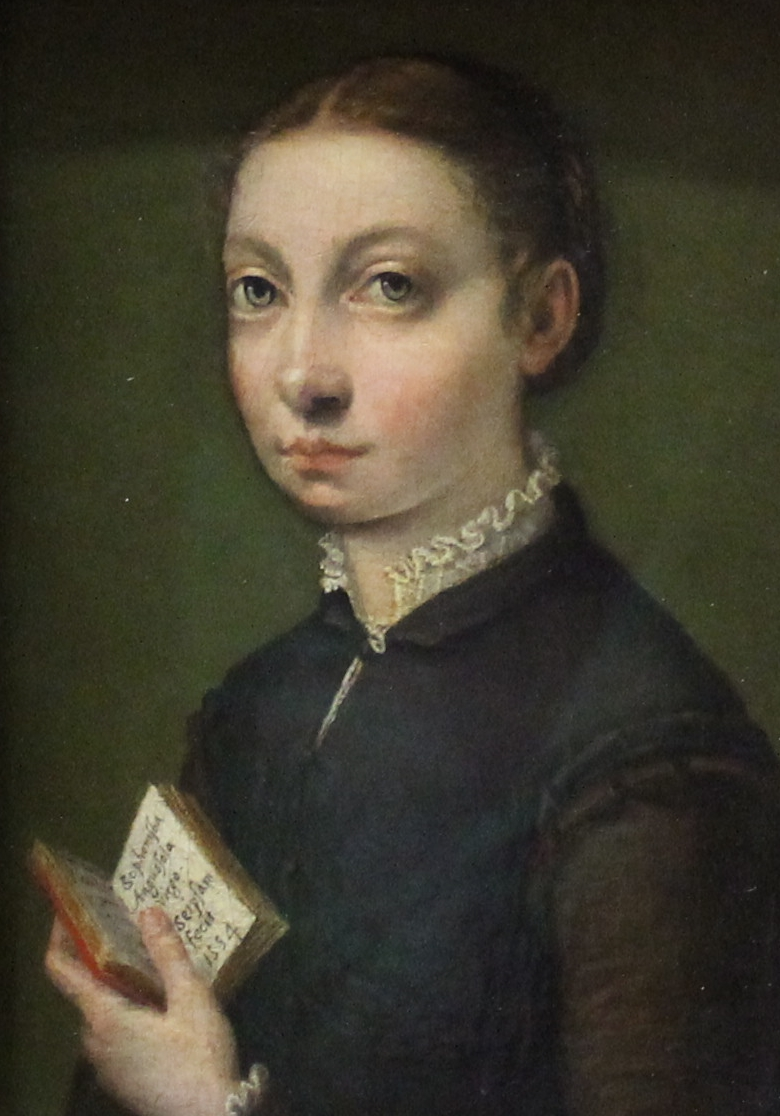
ソフォニスバ・アングイッソラ『自画像』、美術史美術館 (ウィーン)、1554年
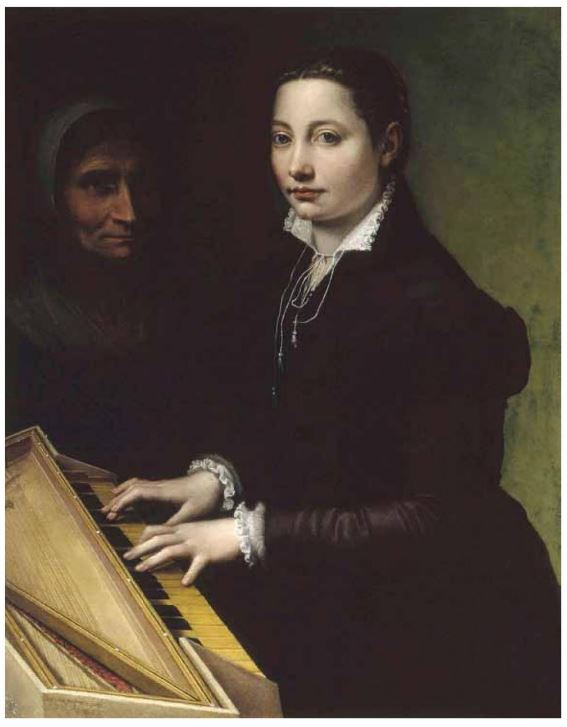
ソフォニスバ・アングイッソラ『スピネッタに向かう自画像と看護師』、個人蔵、1561年ごろ